# Payyoli
Payyoli (malabar: പയ്യോളി) es una ciudad del estado indio de Kerala perteneciente al distrito de Kozhikode.
En 2011, el municipio que forma la ciudad tenía una población de 49 470 habitantes. Forma parte del taluk de Koyilandy.
Es una localidad costera conocida por albergar en sus proximidades la playa de Kolavi Palam. Esta playa sirve entre noviembre y diciembre como frezadero para las tortugas oliváceas, para las cuales alberga un centro de conservación de naturaleza llamado "Theeram".
Se ubica sobre la costa del mar Arábigo, unos 10 km al noroeste de Koyilandy sobre la carretera 66 que lleva a Cananor. Al norte de la localidad se ubica la desembocadura del río Kuttiyadi, mientras que al este fluye el río Akalapuzha.